# دوره اوستایی
دوره اوستایی (انگلیسی: Avestan period)، (ح. ۱۵۰۰ – c. ۵۰۰ قبل از میلاد) دوره‌ای در تاریخ ایرانیان است که اوستا تولید شد. این دوره همچنین سهم بزرگی در به‌وجود آمدن مزدیسنا، اسطوره‌شناسی ایرانی و شاهنامه داشت.